# USS Goldsborough (DD-188)
Za druga plovila z istim imenom glejte USS Goldsborough.
USS Goldsborough (DD-188) je bil rušilec razreda Clemson v sestavi Vojne mornarice Združenih držav Amerike.
Rušilec je bil poimenovan po admiralu Louisu M. Goldsborough (1805–1877).